# 若尔达讷河
若尔达讷河（法語：Jordanne，法語發音：[ʒɔʁdan]）是法国奥弗涅-罗讷-阿尔卑斯大区康塔尔省的河流，是塞尔河的右支流，长40.6千米。